# 2001 (musikalbum)
2001, av fans ofta kallad The Chronic 2001, Dr. Dre 2001 eller The Chronic 2 är ett musikalbum från 1999 av Dr. Dre. Det var Dr. Dres andra soloalbum och skulle egentligen hetat The Chronic 2000, men efter en rättstvist med sitt förra skivbolag Death Row Records fick han ändra namn. Albumet debuterade på andra plats på billboardlistan och har sålt mer än 10 miljoner exemplar världen över.

## Låtlista
Krediteringar hämtade från albumets texthäfte.
Samtliga spår är producerade av Dr. Dre och Mel-Man, utom "The Message" producerad av Lord Finesse.
| Nr  | Titel                                                                                              | Kompositör                                                                              | Längd |
| --- | -------------------------------------------------------------------------------------------------- | --------------------------------------------------------------------------------------- | ----- |
| 1.  | Lolo (Intro) (med Xzibit och Tray-Dee)                                                             |                                                                                         | 0:41  |
| 2.  | The Watcher                                                                                        | Andre Young, Marshall Mathers                                                           | 3:26  |
| 3.  | Fuck You (med Devin a.k.a The Dude och Snoop Dogg)                                                 | Young, Brian Bailey, Devin Copeland, Calvin Broadus                                     | 3:25  |
| 4.  | Still D.R.E. (med Snoop Dogg)                                                                      | Young, Melvin Breeden, Shawn Carter, Scott Storch                                       | 4:30  |
| 5.  | Big Ego's (med Hittman)                                                                            | Young, Bailey, Breeden, Storch, Tracy Curry, Richard Bembery                            | 3:58  |
| 6.  | Xxplosive (med Hittman, Kurupt, Nate Dogg och Six-Two)                                             | Young, Bailey, Ricardo Brown, Craig Longmiles, Nathaniel Hale, Chris Taylor             | 3:35  |
| 7.  | What's the Difference (med Eminem & Xzibit)                                                        | Breeden, Alvin Joiner, Mathers, Bembery, Stefan Harris                                  | 4:04  |
| 8.  | Bar One (med Traci Nelson, Ms. Roq och Eddie Griffin)                                              |                                                                                         | 0:50  |
| 9.  | Light Speed (med Hittman)                                                                          | Young, Bailey, Brown                                                                    | 2:41  |
| 10. | Forgot About Dre (med Eminem)                                                                      | Young, Breeden, Mathers                                                                 | 3:42  |
| 11. | The Next Episode (med Snoop Dogg)                                                                  | Young, Brown, Bailey, Breeden, Broadus                                                  | 2:41  |
| 12. | Let's Get High (med Hittman, Kurupt och Ms. Roq)                                                   | Young, Bailey, Mathers, Brown, Racquel Weaver                                           | 2:27  |
| 13. | Bitch Niggaz (med Snoop Dogg, Hittman och Six-Two)                                                 | Bailey, Breeden, Broadus, Longmiles                                                     | 4:13  |
| 14. | The Car Bomb (med Mel-Man och Charis Henry)                                                        |                                                                                         | 1:00  |
| 15. | Murder Ink (med Hittman och Ms. Roq)                                                               | Young, Bailey, Weaver                                                                   | 2:28  |
| 16. | Ed-Ucation (med Eddie Griffin)                                                                     |                                                                                         | 1:32  |
| 17. | Some L.A. Niggaz (med Hittman, Defari, Xzibit, Knoc-turn'al, Time Bomb, King T, MC Ren och Kokane) | Young, Bailey, Joiner, Duane Johnson, Jr., Royal Harbor, Marquese Holder, Roger McBride | 4:25  |
| 18. | Pause 4 Porno (med Jake Steed)                                                                     |                                                                                         | 1:32  |
| 19. | Housewife (med Kurupt och Hittman)                                                                 | Young, Bailey, Breeden, Brown, Curry                                                    | 4:02  |
| 20. | Ackrite (med Hittman)                                                                              | Young, Bailey, Breeden                                                                  | 3:39  |
| 21. | Bang Bang (med Knoc-turn'al och Hittman)                                                           | Young, Bailey, Mathers, Harbor                                                          | 3:42  |
| 22. | The Message (med Mary J. Blige och Rell)                                                           | Ryan Montgomery, Robert Hall, Jr.                                                       | 5:30  |

Noter
- "The Watcher" innehåller ytterligare röstspår av Eminem och Knoc-Turn'al.
- "What's the Difference" innehåller ytterligare röstspår av Phish.
- "The Next Episode" innehåller ytterligare röstspår av Kurupt och Nate Dogg.
- "Some L.A. Niggaz" innehåller ytterligare röstspår av Hittman.
- "The Message" innehåller dolt röstspår av Tommy Chong.